# Bratři Gracchové

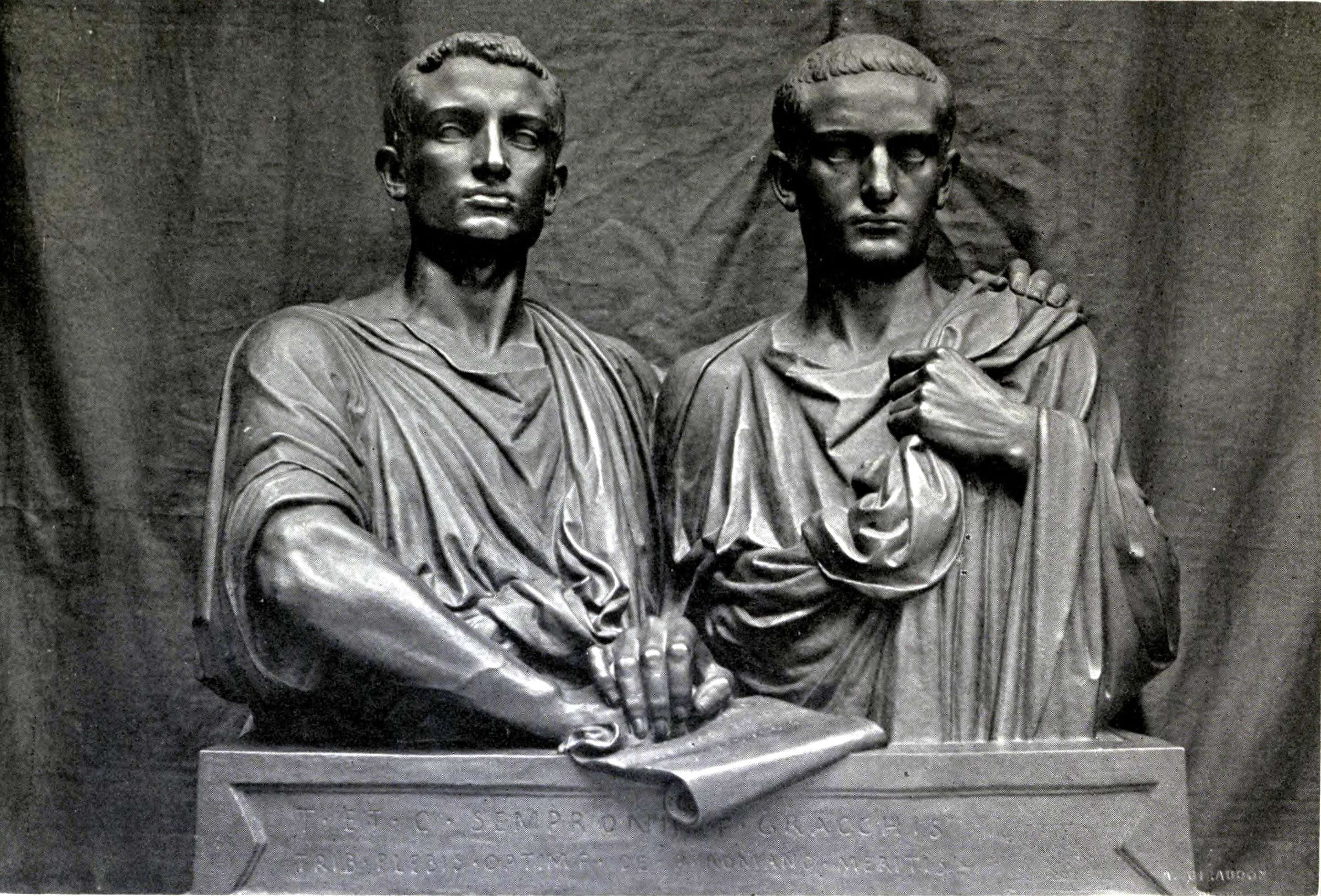
Bratři Gracchové

Bratři Gracchové, Tiberius a Gaius, byli římští měšťané, kteří působili jako tribuni ve 2. století př. n. l. Prosazovali pozemkovou reformu, která by rozdělila půdu velkých vlastníků mezi plebs. Kvůli tomuto úsilí a kvůli příslušnosti ke straně Populárů jsou považováni za duchovní otce socialismu a populismu. Poté, co dosáhli jistých úspěchů, byli kvůli svým reformním snahám zabiti v pouliční rvačce. Tiberius byl zabit v roce 133 př. n. l. a Gaius v roce 121 př. n. l.